# Anachis paumotensis
Anachis paumotensis is een slakkensoort uit de familie van de Columbellidae. De wetenschappelijke naam van de soort is voor het eerst geldig gepubliceerd in 1883 door Tryon.